# Подвойський Микола Ілліч
Подво́йський Мико́ла Іллі́ч (4 (16) лютого 1880 , Кунашівка, Ніжинський повіт, Чернігівська губернія, Російська імперія  — 28 липня 1948 , Москва ) — український радянський державний та військовий діяч російського комуністичного режиму в Україні. Член Центральної контрольної комісії ВКП(б) у 1924—1930 роках.

## Біографія
Народився 4 [16] лютого 1880 року в родині сільського священика в селі Кунашівка, нині Ніжинський район, Чернігівська область, Україна. Початкову освіту здобув в Ніжинському духовному училищі, по закінченні якого вступив до Чернігівської духовної семінарії. З 1898 року бере участь в революційному русі і в 1901 р. вступає до лав РСДРП, за що його виключають із семінарії. Достеменно невідомо, чи став Подвойський соціал-демократом одразу після виключення, чи сталось це раніше. Того ж таки року продовжує навчання в Демидівському юридичному ліцеї, з якого вибув у 1905 р. не закінчивши його.
За роки навчання на юридичному продовжував брати участь у революційній діяльності: в 1904 — 1905 р.р. був головою студентської ради та членом Північного (Ярославського) комітету РСДРП, де і познайомився з Антоніною Августівною Дидрикіль — майбутньою дружиною. Разом з нею та іншими більшовиками, а саме: Кедровим М. С. (одружений з сестрою Дидрикіль — Ольгою), Менжинським В. Р., Ярославським О. М. (він же — Губельман М. І.) в жовтні 1905 р. бере активну участь в антимонархічних виступах.
В радянській історіографії Подвойському приписується керівництво страйком працівників текстильної промисловості, організація бойових дружин Ярославля та участь у першій в Росії раді робітничих депутатів. Скоріш за все революційна діяльність Подвойського була обмежена роботою серед студентства та робітничої молоді. Так, 13 жовтня 1905 р. за підбурювання до збройного повстання в промові перед страйкарями на площі Московського вокзалу Ярославля Подвойський був заарештований, але вже наступного дня звільнений на вимогу близько 3 тисяч мітингувальників, що зібрались біля ліцею. Після побиття гуртом чорносотенців за підтримки поліції 19 жовтня 1905 р. Подвойський зазнав тяжких тілесних травм (за інформацією деяких джерел отримав близько 17 ран), його участь у виступах на деякий час припинилась.

### Еміграція, революція
В 1906 р. разом з Антоніною Дидрикіль емігрував до Німеччини, потім проживав у Швейцарії. Після повернення в Росію в 1907 р. працював у легальних більшовицьких виданнях, був членом фінансового комітету Русбюро ЦК РСДРП. Кілька разів знаходився під вартою, а в листопаді 1916 р. був засуджений на заслання до Сибіру. Відбути покарання завадила Лютнева революція. Навесні 1917 р. Подвойський на чолі бронедивізіону захоплює палац Кшесінської, де в подальшому квартирують всі більшовицькі партійні установи.
Делегат 7-ї Квітневої конференції РСДРП(б), яка проходила з 24 по 29 квітня 1917 р. Делегат 1-го Всеросійського з'їзду Рад (3  — 24 червня), де обраний кандидатом в члени Центрального виконавчого комітету. За часів правління Тимчасового уряду активно займається облаштуванням військової організації РСДРП, одночасно редагуючи ряд видань, що розповсюджуються серед солдатів. В жовтні 1917 р. стає головою Петроградського військово-революційного комітету, одним з керівників Жовтневого збройного повстання. В перші дні після повалення Тимчасового уряду — командувач збройними силами Петроградського військового округа.

## При владі
З листопада 1917 р. по березень 1918 р. — народний комісар з військових справ, або, мовою тих років, — наркомвоєнмор. Попри те, що на цей час припадає створення РСЧА, по суті постать Подвойського виявилась затьмареною його наступником — Троцьким, а декрети, підписані Подвойським як першим військовим «міністром» Радянської Росії, лишаються тільки надбанням історії.
На початку 1918 р. тогочасне керівництво вирішує доручити Подвойському подальше формування РСЧА на менш відповідальній посаді голови Всеросійської колегії, та одночасно пропонує очолити Вищу Військову інспекція. Як голова ВВІ він входить до Вищої Військової ради — на той час керівного військового органу. Коли у серпні 1918 р. стає очевидною криза управління РСЧА, а голова ВВР подає у відставку, Подвойський надсилає листа Леніну та іншим керівникам країни такого змісту (у перекладі з російської):
|  | Весь склад Вищої військради підбирався Бонч-Бруевичем із улесливих по-холопському налаштованих бездарних людей, добрячих канцеляристів, котрі перетворили ВВР в паперовий млин, реально не працюючий. |

Закінчувався лист думкою, що треба доручить формування ВВР саме йому, тобто Подвойському. Але «колективний розум» розпорядився інакше: на зміну ВВР було створено Революційну Військову Раду республіки, до якої увійшла ВВІ. Тому в офіційних хроніках Подвойський входить до РВР з 30.09.1918 по 08.07.1919. За весь цей час він лише двічі візьме участь у засіданнях РВР.

### В окупованій Україні

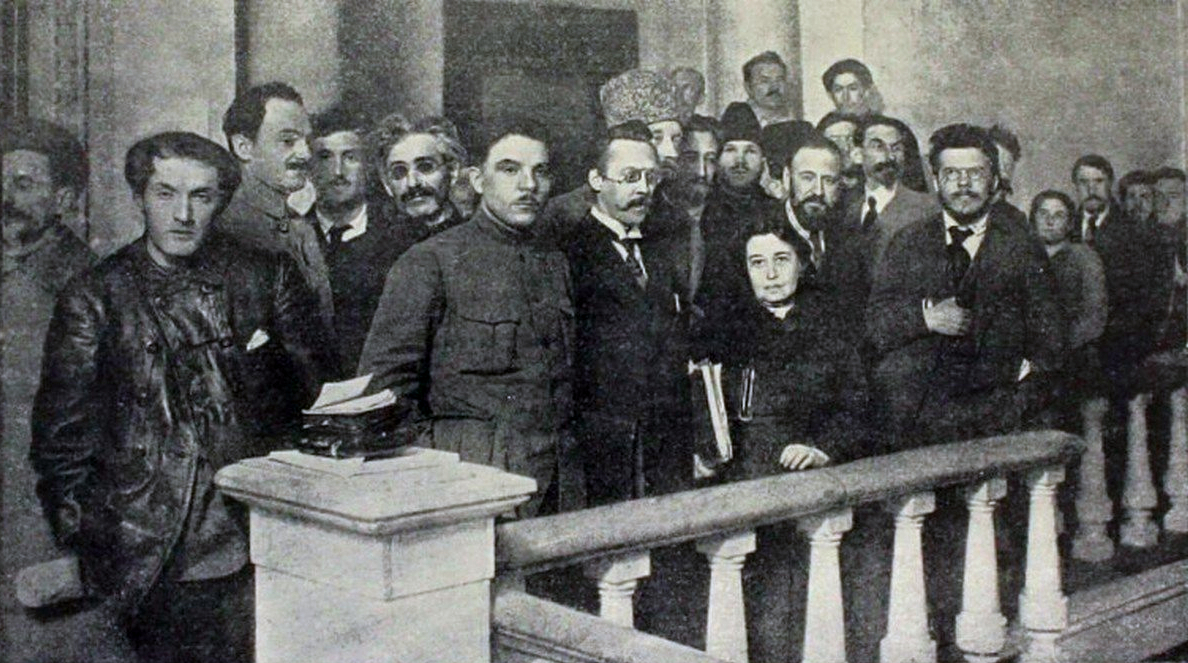
Керівні діячі КП(б)У під час українсько-більшовицької війни. Зліва направо: Олександр Хмельницький, Мойсей Рухимович, Мойсей Грановський, Володимир Юдовський, Климент Ворошилов, Володимир Мещеряков, Микола Подвойський, Анжеліка Балабанова, Християн Раковський, Микола Скрипник, Володимир Затонський.

З 10 лютого 1919 р.  Подвойський заступає на нову для нього посаду — народного комісара з військових справ України. Сучасники характеризують його роботу на цій посаді, як «вкрай енергійну». У всякому випадку, вже в березні того ж таки року було створено Київський та інші військові округи. Але найкраще уявлення про роботу військових дає лист командувача Українським фронтом Антонова-Овсієнка до наркомвоєнмора України (у перекладі з російської):
|  | Нашим військам потрібні бойові прапори — легкі, веселі, щоб майоріли. Передані Вами мені для нагород зроблені з оксамитового драпрі, з якимись дивними китицями, закріпити неможливо, нести незручно. І потім — написи не підходять — полкам збережені їх назви, а написи стверджують просто „першому“, „другому“… Так не піде. Треба доручити Наркомвоєн цю справу й дати термін три дні. |

Після схвалення декрету про об'єднання радянських республік у військово-політичний союз (травень, 1919) нагальною стало не тільки питання про долю Української радянської армії, але й також про керівництво військовим комісаріатом. Хоча ще в серпні на Політбюро ВКП(б) обговорювалось питання про заміну Подвойського на цій посаді на Раковського, ротація відбулася зовсім іншим чином: наркомвоєнмором став комісар Всеросійського головного штабу Дзевалтовський. У зв'язку з повною втратою більшовиками України восени 1919 р., в жовтні зникає потреба в посаді наркомвоєнмора, а Подвойський очолює Головне управління військовими навчальними закладами.

### 1920-ті роки
З 6 жовтня 1919 р. по 17 грудня 1919 р. — член РВР 7-ї армії Західного фронту. З 31 січня 1920 р. по 18 березня 1920 р. — член РВР 10-ї армії Кавказького фронту. В березні 1920 р. — керівник Головного управління загальною військовою підготовкою — Всевобучу. В травні увійшов до складу «Особливої наради». На XIII, XIV та XV з'їздах обирається до складу Центральної Контрольної Комісії при ЦК ВКП(б).
Як керівник Всевобуча, Подвойський відстоював територіальний підхід до засад організації РККА. На 2-му всеросійському з'їзді політпрацівників, що проходив в кінці грудня 1920 р., виступив з доповіддю, де підкреслив, що армії потрібно готувати підлітків за міліцейською системою, в якій «зовсім відсутня муштра, а існує нормальне виховання — і фізичне, і культурне, і технічне — юнаків від 16 до 18 років і притому не окремо кожного, а масове». Ця точка зору не збіглася з пануючими на той час тенденціями й була відхилена. Але через те, що фізичне виховання ставало невід'ємною частиною Всевобуча, Подвойський одночасно очолив і Вищу раду фізичної культури. В 1923 р. він полишає ці обидві посади, залишаючись головою Виконкому Спортінтерну, до якого він був призначений ще у 1921 р.

### У Спортінтерні
Всю свою енергію, як голова Виконкому Спортінтерну, Подвойський спрямовує в русло зведення найграндіознішої спортивної споруди тих часів — Міжнародного червоного стадіону у Москві на Воробйових горах, будівництво якого було започатковане ще 10 жовтня 1920 року зі схвалення делегатів III Конгресу Комінтерну.
Міжнародний червоний стадіон планувався як комплекс споруд, що складається із спортивної арени на 60 тисяч глядачів, водної арени на 10 тисяч місць, гірськолижної траси, футбольних полів, кортів, велосипедного треку тощо. В кошторис інфраструктури закладалися власна електростанція, мережа громадського харчування, лазні, готелі, атракціони, театри та водна станція з річними купальнями. До проектування долучилися провідні архітектори та скульптори. Але в процесі будівництва виявилося, що проект ґрунтується на хибних висновках геологічної розвідки, і в 1925 році будівництво стадіону було призупинене. Повторна геологічна експертиза дала невтішний результат: будувати можна, але кошторис робіт значно збільшиться.
Коли ж наприкінці 1925 року виник ще й фінансовий скандал, пов'язаний із зловживаннями заступника Подвойського — Євгена Бабіна, всім стало зрозуміло, що будівництво закінчене. Річ в тім, що Бабіна на посаду директора-розпорядника рекомендував сам Подвойський. У роки громадянської війни, коли він посідав посаду народного комісара з військових справ України, за начальника штабу Української радянської армії був Євген Іванович Бабін, якого Подвойський запросив на будівництво, доручивши головне — збір коштів. Кошти Бабін зібрав, розтринькав та сів у в'язницю. А призупинене з огляду на геологічні фактори будівництво проіснувало без фінансування аж до 1931 року.

### На пенсії
Після епопеї з Міжнародним червоним стадіоном Подвойському у 30-х роках знайшлось місце в Інституті історії партії, де він працював на різних посадах до пенсії. З 1935 р. — персональний пенсіонер. Веде активне літературне життя, пише спогади. В 1941 р. з власної ініціативи бере участь у спорудженні оборонних укріплень поблизу Москви, риє окопи тощо. До такого кроку Подвойського спонукала відмова про прийом на військову службу з огляду на вік. Помер в підмосковному санаторії в 1948 р.

## Пам'ять
- У 1977 році погруддя Миколи Подвойського було відкрито на Алеї Героїв в Чернігові (скульптор Г. П. Гутман, архітектори В. М. Устинов, Б. П. Семеняк). 9 лютого 2015 року погруддя було знищене.[2]
- У 1961—2019 роках на честь Миколи Подвойського була названа вулиця в Києві.[3][4]
- '«Микола Подвойський» (рос. «Николай Подвойский») — радянський художній фільм 1987 року, знятий режисером Ю. Борецьким на Кіностудії ім. М. Горького.